# Emarginula octaviana
Emarginula octaviana is een slakkensoort uit de familie van de Fissurellidae. De wetenschappelijke naam van de soort is voor het eerst geldig gepubliceerd in 1939 door Coen.